# Albert Widding
Albert Fredrik Widding, född den 18 maj 1891 i Lund, död den 18 september 1973 i Helsingborg, var en svensk jurist. Han var far till Åke Widding, bror till Hakon Widding samt farbror till Nils och Lars Widding. 
Widding avlade studentexamen i Lund 1909 och juris kandidatexamen vid Lunds universitet 1914. Han blev extra ordinarie notarie i Skånska hovrätten 1914 och genomförde tingstjänstgöring i Rönnebergs, Onsjö och Harjagers häraders domsaga 1916–1917. Widding blev extra ordinarie notarie i rådhusrätten i Helsingborg 1917, assessor där 1918 samt rådman, tillika överexekutor och konkursdomare 1940. Han blev riddare av Vasaorden 1944 och av Nordstjärneorden 1948. Widding vilar på Pålsjö kyrkogård i Helsingborg.